# Присоединение Латвии к СССР

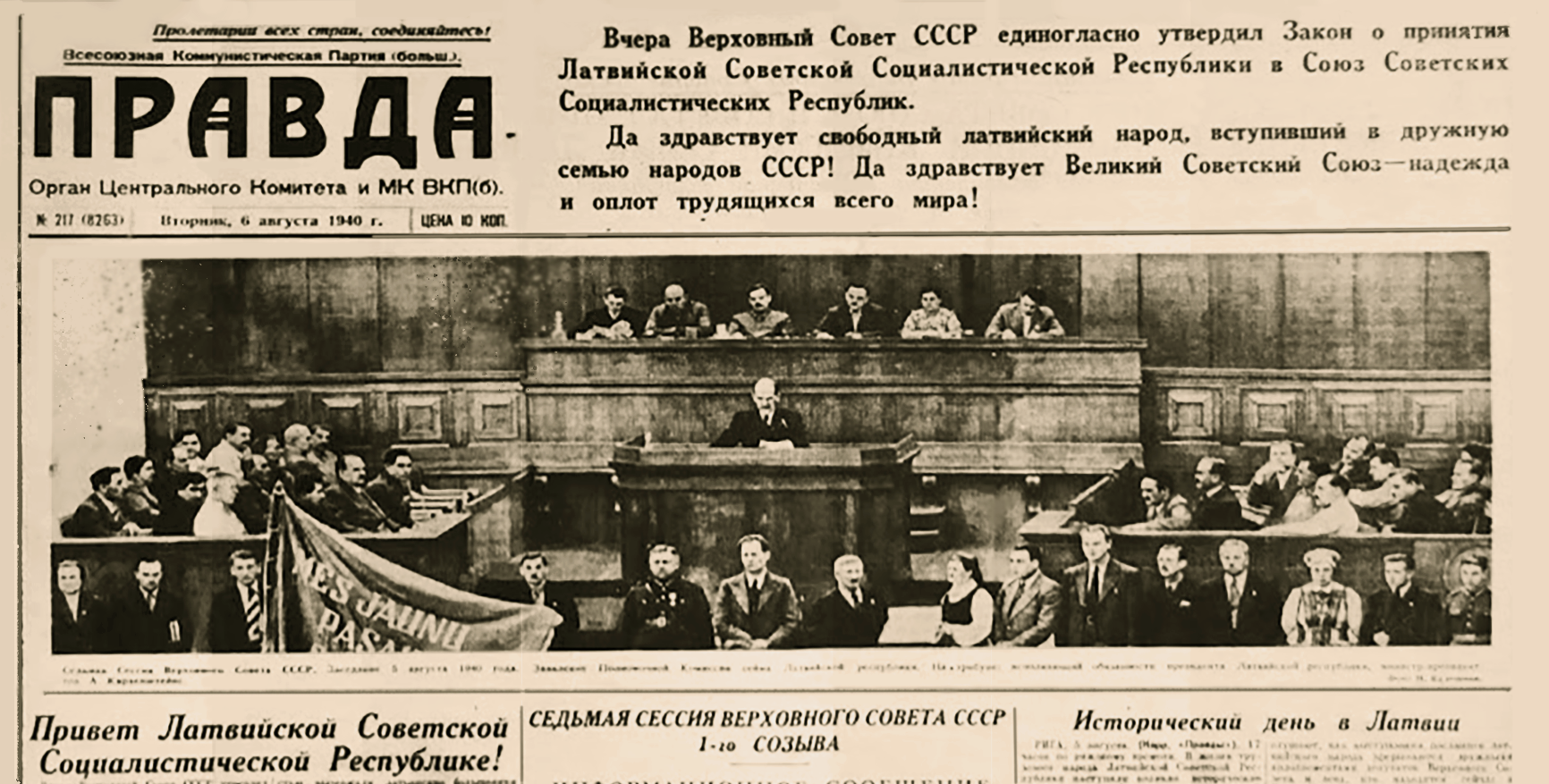
Сообщение в газете «Правда» о принятии Латвии в состав СССР. На трибуне Август Кирхенштейн. 5 августа 1940 года

Присоединение Латвии к СССР, завершившееся 5 августа 1940 года, происходило в несколько этапов. Время нахождения республики в составе СССР многими современными историками и юристами трактуется как «Советская оккупация Латвии» (латыш. Latvijas okupācija 1940. gadā), так как присоединение страны происходило под давлением СССР на несвободных выборах, на которые были допущены только просоветские кандидаты.

## Предыстория

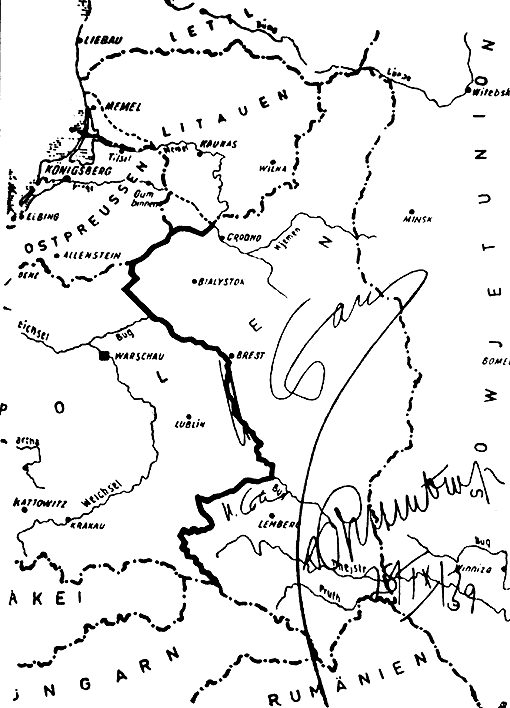
Карта, приложенная к пакту, на которой обозначена новая советско-германская граница. Карта подписана Сталиным и Риббентропом. 1939 год

С 1918 года существовало государство Латвийская Республика. 11 марта 1920 года Российская Советская Федеративная Социалистическая Республика и Латвийская Республика подписали мирный договор, по которому правительство РСФСР признавало независимость Латвии и отказывалось от «всяких суверенных прав кои принадлежали России в отношении к латвийскому народу».
23 августа 1939 года Нацистская Германия и СССР подписали пакт Молотова — Риббентропа. К пакту прилагался секретный дополнительный протокол, который определил «сферы интересов» сторон «в случае территориально-политического переустройства» ряда регионов Европы. По Протоколу, в советской «сфере интересов» оказалась и Латвия.

## Хронология и действия в 1939 году
2 октября 1939 года начались советско-латвийские переговоры. В итоге 5 октября был подписан договор о взаимопомощи сроком на 10 лет, предусматривавший базирование советских войск на территории Латвии. Ограниченный контингент Красной Армии (в приложенном к договору о взаимопомощи была согласована численность советских войск в 25 тыс. человек, что сопоставимо с численностью армии Латвии) был введён с разрешения президента Латвии.
Пунктами базирования советских войск стали Лиепая, Вентспилс, Приекуле и Питрагс. 23 октября в Лиепаю прибыл крейсер «Киров» в сопровождении эсминцев «Сметливый» и «Стремительный». 29 октября начался ввод частей 2-го особого стрелкового корпуса и 18-й авиабригады.
Агитация в поддержку присоединения, 1940
5 ноября 1939 года рижская газета «Газета для всех» в заметке «Советские войска прошли в свои базы» опубликовала сообщение:
На основании дружественного договора, заключенного между Латвией и СССР о взаимной помощи, первые эшелоны советских войск проследовали 29 октября 1939 года через пограничную станцию Зилупе. Для встречи советских войск был выстроен почётный караул с военным оркестром….

Немного позже в той же газете 26 ноября 1939 года в статье «Свобода и независимость», посвященной торжествам 18 ноября, была напечатана речь президента Карлиса Улманиса, в которой он заявил:
…Недавно заключенный договор о взаимной помощи с Советским Союзом укрепляет безопасность наших и его границ…

## Хронология и действия в 1940 году
Морская блокада Латвии и советские войска в Риге, 1940
4 июня 1940 года войска Ленинградского, Калининского и Белорусского Особого военных округов под видом учений были подняты по тревоге и начали выдвижение к границам прибалтийских государств.
16 июня 1940 года в 02:30 отряд сотрудников НКВД перешёл советско-латвийскую границу, разгромил и сжёг латвийский кордон Масленки и, захватив пленных, вернулся на советскую территорию. С разными результатами подобные нападения были совершены и на других участках советско-латвийской границы. В результате было убито 3 латвийских пограничника и 2 гражданских. Советскими были взяты в плен 9 военных и 28 гражданских лиц.
В тот же день было завершено сосредоточение войск у границ Латвии и Эстонии. В 14:00 нарком иностранных дел Вячеслав Молотов вручил этим странам ультиматумы с требованием формирования новых просоветских правительств и размещения дополнительных контингентов в этих странах. На размышление Латвии дали 9 часов, а Эстонии 10 (до 23:00 и 24:00 соответственно).
Латвийский МИД попросил отложить на 10 часов назначенный на 17 июня ввод Красной армии, дабы советским войскам на дорогах не помешали жители, разъезжающиеся из Даугавпилса по окончании Латгальского праздника песни.
17 июня 1940 года, премьер-министр Латвии Карлис Улманис, выступил с обращением по радио, заявив: «Оставайтесь на своих местах, а я остаюсь на своём». Продолжал оставаться на посту президента и сотрудничал с новым просоветским правительством. Он сделал все, чтобы латвийская армия даже не помышляла о сопротивлении, и требовал от всех «оставаться на своих местах».
20 июня 1940 года в Латвии было создано новое правительство во главе с микробиологом Августом Кирхенштейном, которое организовало выборы в Народный Сейм.
Победу на выборах, прошедших 15 и 16 июля 1940 года, одержал «Блок трудового народа». Подпись Улманиса значится под указом от 20 июня 1940 года о формировании правительства народного единства во главе с Августом Кирхенштейном. Карлис Улманис оставался президентом государства вплоть до выборов 15 и 16 июля 1940 года в Народный Сейм. Он был вынужден признать результаты выборов и передал власть Августу Кирхенштейну, после чего попросил у Сталина пожизненную пенсию. Впоследствии он сдал свои полномочия, 4 июля 1941 года был арестован и умер 20 сентября 1942 года в тюремной больнице города Красноводска.
21 июля 1940 года на своём первом заседании Народный Сейм провозгласил советскую власть, сменил название государства на «Латвийская Советская Социалистическая Республика» и направил в Москву просьбу принять Латвийскую ССР в состав Союза Советских Социалистических Республик.
5 августа 1940 года Латвия вошла в состав СССР как одна из союзных республик.
25 августа 1940 года была принята новая Конституция Латвийской Советской Социалистической Республики.

## Советские митинги и парады в честь присоединения
В честь присоединения Латвии советские власти организовали серию митингов и парадов:

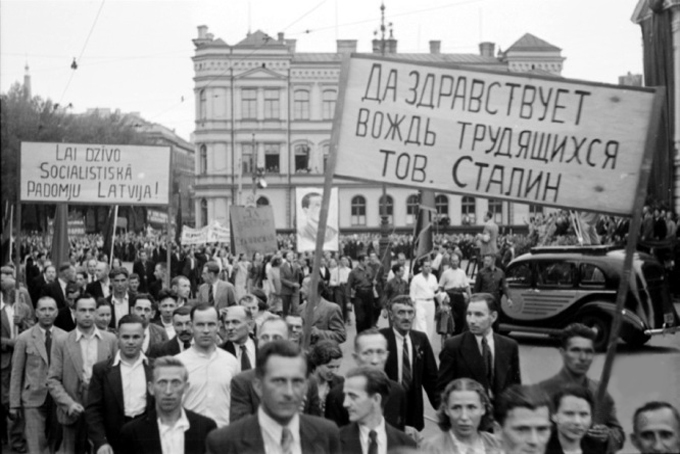
1940 год
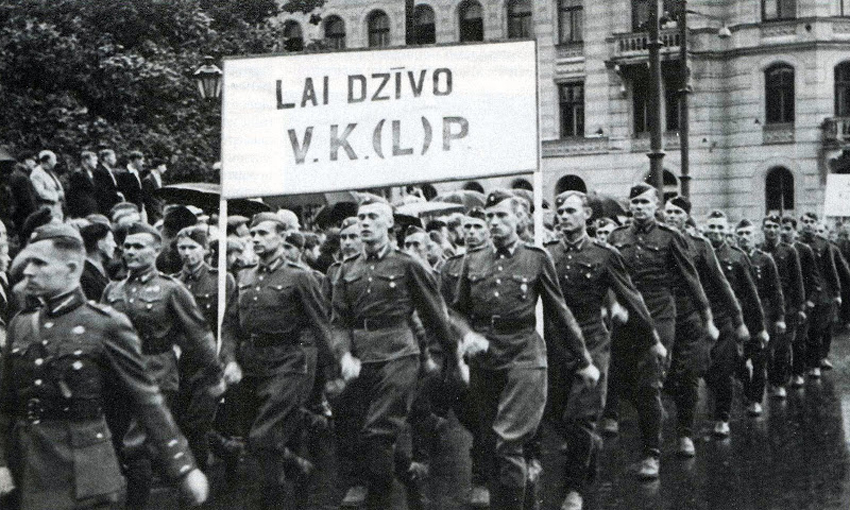
1940 год
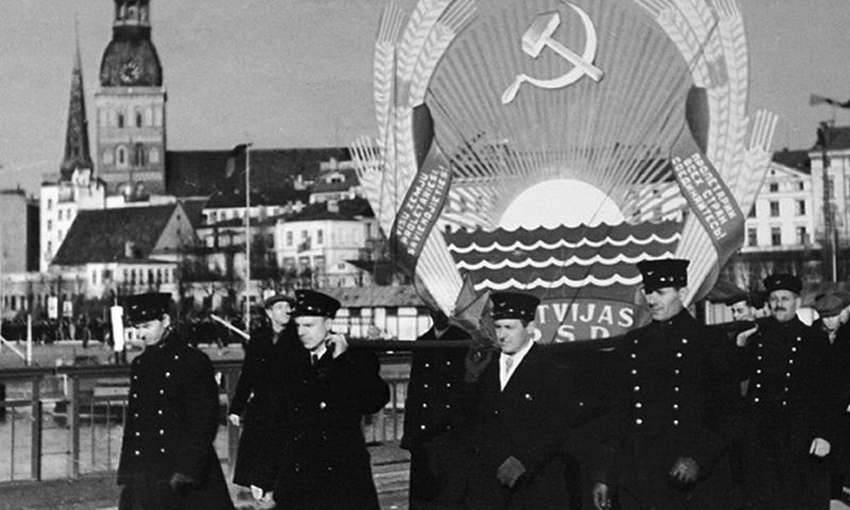
7 ноября 1940 года
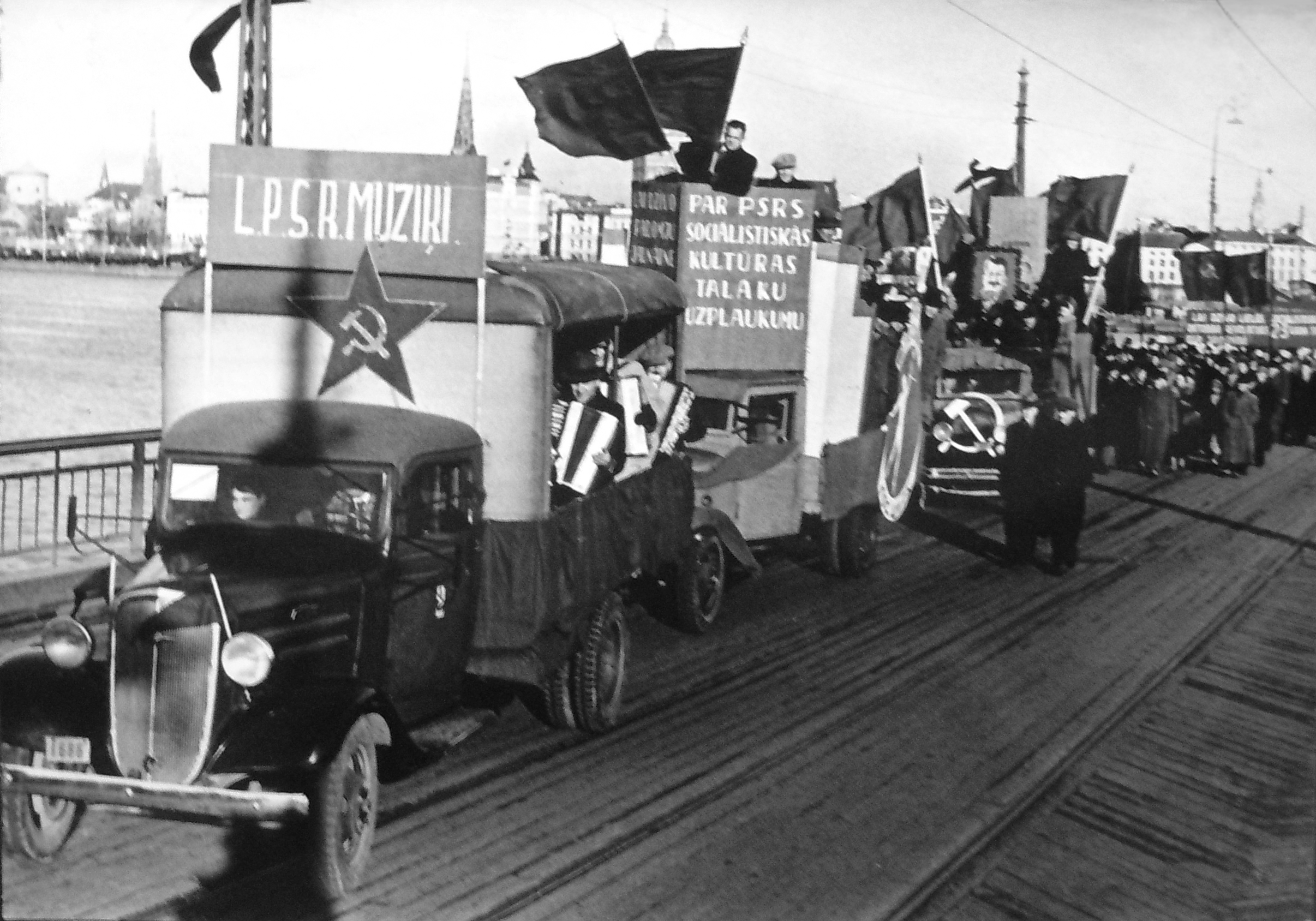
7 ноября 1940 года
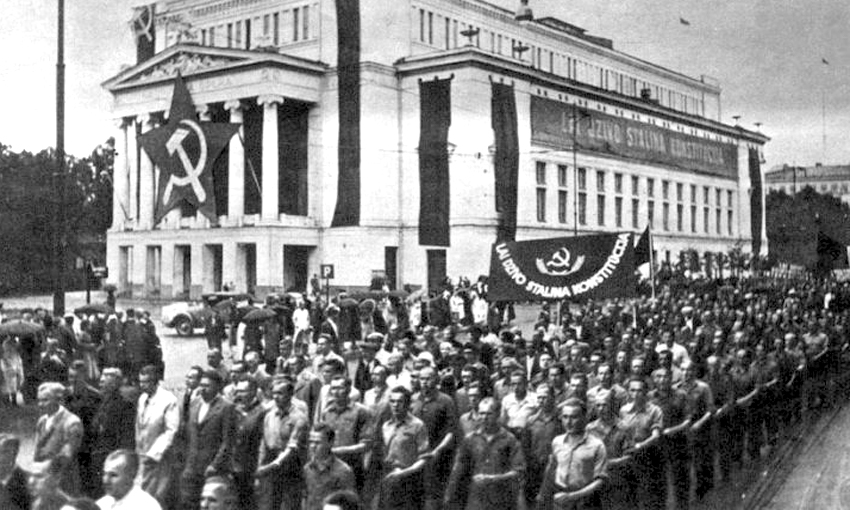
1 мая 1941 года
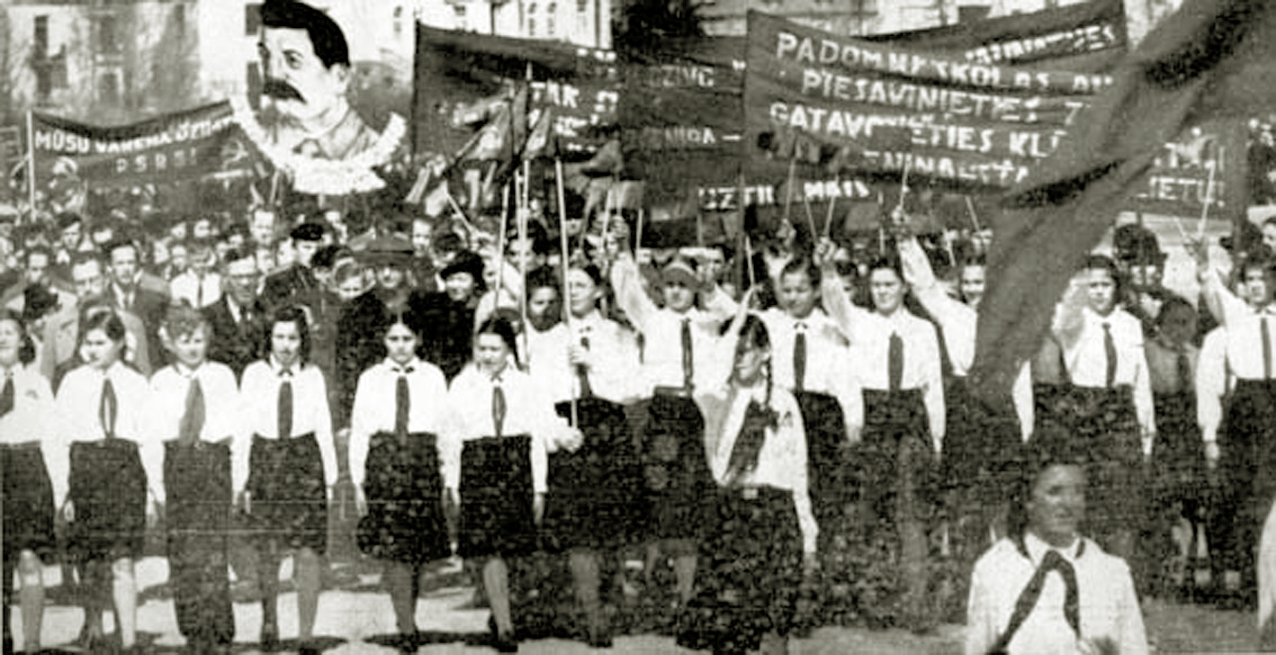
1 мая 1941 года

## Память
Памятные объекты в честь присоединения Латвии

### В советский период
- С 29 июля 1940 года по 20 ноября 1987 года Домская площадь в историческом центре Риги носила название — «Площадь 17 Июня»[26][27].
- В конце 1940 года, улица Айзсаргу в Риге, где с 17 июня 1940 располагалось первое подразделение воинского соединения РККА, переименована в улицу Красной Армии латыш. Sarkanās Armijas iela[28].
- С 1940 по 1991 год, комбинат, развившийся на основе рижского предприятия «Staburadzе», назывался — «Кондитерская фабрика» 17. Jūnijs[29][30].
- В 1941 году площадь-сквер Земитана в городском районе Тейка, в честь основания Латвийской ССР, переименована в «Площадь 21 Июля»[31].
- Кинотеатр, носивший с 1932 года название «Этна», был переоборудован в широкоэкранный на 500 мест и назван «21 Июля» (ул. Карла Маркса, 72)[32][33].
- 21 июля 1965 года выпущены юбилейные медали, нагрудные значки, на почтовых отделениях республики было произведено специальное гашение конвертов «25 лет Советской Латвии».

### После восстановления независимости Латвии
- С 23 апреля 2002 года — 17 июня в Латвии называют памятным «Днём оккупации Латвии»[3][34].